# Qatar Athletic Super Grand Prix 2012
Doha Diamond League 2012 byl lehkoatletický mítink, který se konal 11. května 2012 v katarské hlavním městě Dauhá. Byl součástí série mítinků Diamantová liga.

## Výsledky
- Archiv výsledků zde [1]

### Muži
| Disciplína             | 1. místo                       | 2. místo                     | 3. místo                  |
| Běh na 200 m           | Walter Dix 20,02               | Churandy Martina 20,26       | Jaysuma Saidy Ndure 20,34 |
| Běh na 400 m           | LaShawn Merritt 44,19          | Luguelín Santos 44.88        | Angelo Taylor 44.97       |
| Běh na 1500 m          | Silas Kiplagat 3:29,63         | Asbel Kipruto Kiprop 3:29,78 | Bethwel Birgen 3:31,17    |
| Běh na 3000 m překážek | Paul Kipsiele Koech 7:56,58    | Richard Matelong 7:56,81     | Roba Gari 8:06,16         |
| Skok do výšky          | Dimítrios Chondrokoúkis 232 cm | Jesse Williams 230 cm        | Mickaël Hanany 230 cm     |
| Skok daleký            | Alexandr Meňkov 822 cm         | Godfrey Mokoena 810 cm       | Ndiss Kaba Badji 804 cm   |
| Hod diskem             | Piotr Małachowski 67,53 m      | Ihsan Hadádí 66,32 m         | Gerd Kanter 65,57 m       |

### Ženy
| Disciplína            | 1. místo                           | 2. místo                            | 3. místo                            |
| Běh na 100 m          | Allyson Felixová 10,92             | Veronica Campbellová-Brownová 10,94 | Shelly-Ann Fraserová-Pryceová 11,00 |
| Běh na 800 m          | Pamela Jelimová 1:56,94            | Fantu Magiso 1:57,90                | Janeth Jepkosgei 1:58,50            |
| Běh na 3000 m         | Vivian Cheruiyotová 8:46,44        | Meseret Defarová 8:46,49            | Sylvia Jebiwott Kibetová 8:47,49    |
| Běh na 100 m překážek | Brigitte Fosterová-Hyltonová 12,60 | Kellie Wellsová 12,72               | Phylicia George 12,79               |
| Běh na 400 m překážek | Melaine Walkerová 54,62            | Kaliese Spencerová 54,99            | Perri Shakesová-Draytonová 55,25    |
| Skok o tyči           | Anastasija Sawczenko 4,57 cm       | Silke Spiegelburgová 4,57 cm        | Nikolía Kiriakopoúlou 4,50 cm       |
| Trojskok              | Olga Rypakovová 14,33 m            | Keila Costaová 14,31 m              | Françoise Mbangová Etoneová 14,09 m |
| Vrh koulí             | Nadzeja Astapčuková 20,53 m        | Jillian Camarena-Williams 19,81 m   | Nadine Kleinertová 19,67 m          |
| Hod oštěpem           | Marija Abakumovová 66,86 m         | Barbora Špotáková 66,17 m           | Christina Obergföllová 64,59 m      |